# Untervaz
Untervaz (en romanche Vaz (sut)) es una comuna suiza del cantón de los Grisones, situada en la región de Landquart. Limita al norte con la comuna de Landquart, al este con Zizers y Trimmis, al sur con Haldenstein, y al oeste con Pfäfers (SG).

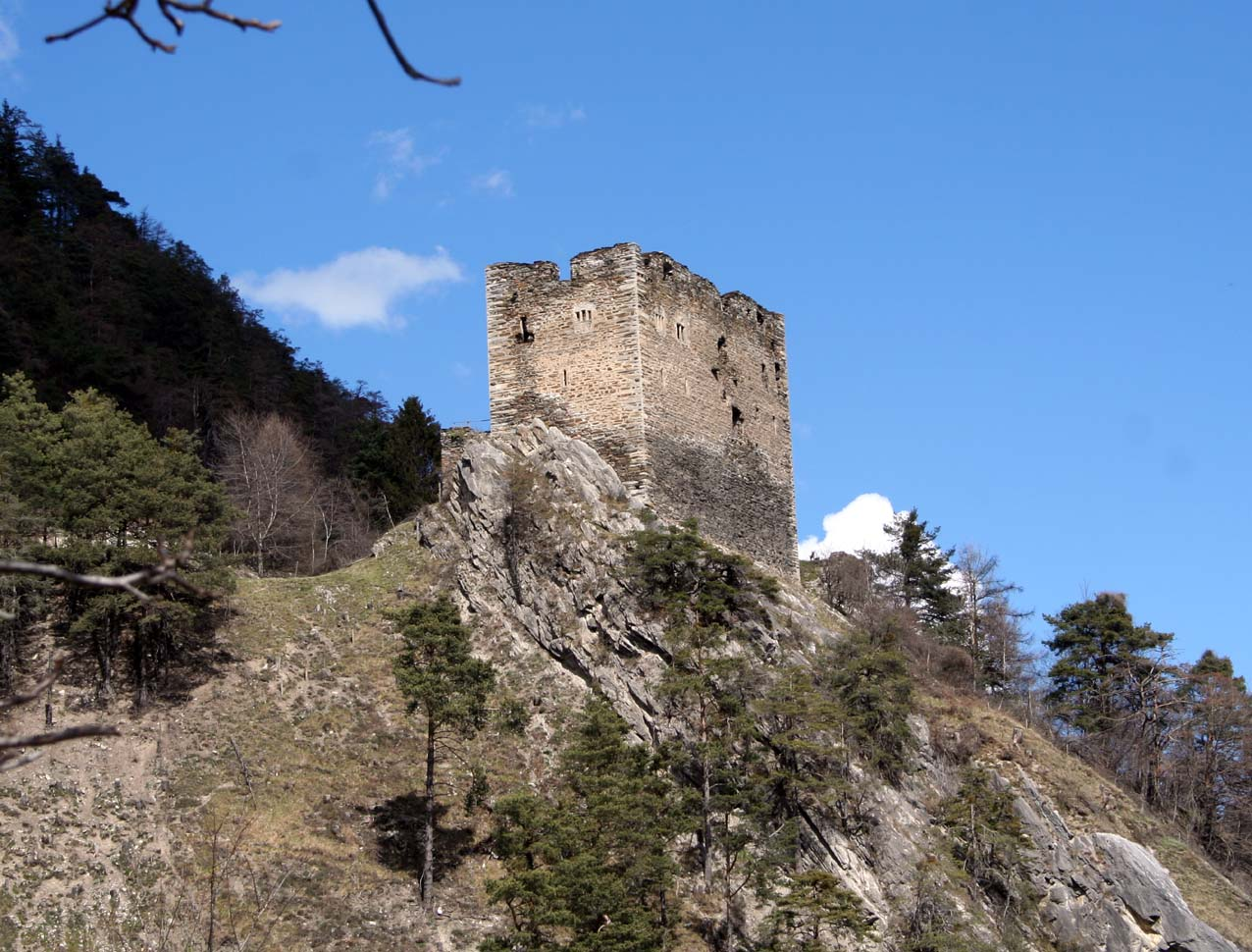
Ruinas del burgo de Neuburg.